# -grafi
-grafi, efterled som betyder ungefär "beskrivning", av γρᾰ́φω (gráphō) på klassisk grekiska: "skriva", "rita", "rista". Ett ord som slutar med "-grafi" kan syfta på en lära (geografi), en teknik (stenografi) eller en förteckning (diskografi).

## Exempel

### Skrift
- Agrafi och dysgrafi, störningar i skrivförmågan
- Kalligrafi, konsten att skriva vackert
- Kryptografi, hemlig skrift
- Krysografi, guldskrift
- Ortografi, rättskrivning
- Paleografi, utveckling och tolkning av äldre skrift
- Stenografi, snabbskrift

### Teknik och konst
- Fotografi
- Ikonografi
- Kartografi
- Koreografi
- Litografi
- Mammografi
- Pornografi
- Telegrafi
- Tomografi

### Förteckningar
- Bibliografi
- Biografi
- Diskografi
- Ludografi

### Vetenskap
- Demografi
- Etnografi
- Geografi
- Historiografi
- Topografi